# Conospermum sphacelatum
Conospermum sphacelatum är en tvåhjärtbladig växtart som beskrevs av William Jackson Hooker. Conospermum sphacelatum ingår i släktet Conospermum och familjen Proteaceae. Inga underarter finns listade i Catalogue of Life.